# 8 Bold Souls
8 Bold Souls – amerykański zespół jazzowy, założony w styczniu 1985 w Chicago.

## Historia
W styczniu 1985, w jednym z klubów w Chicago zebrało się ośmiu muzyków pod przewodnictwem Edwarda Wilkersona juniora, by zagrać premierowy program. W wyniku tego powstał rzadki i nietypowy skład instrumentalny (saksofon, klarnet, trąbka, puzon, wiolonczela, tuba, gitara basowa i perkusja). Skład ten nazwano New music for 8 Bold Souls. Pierwszy występ doskonale przyjęła zarówno publiczność, jak i krytyka muzyczna. Obecnie zespół ma na koncie cztery dobrze sprzedające się płyty i wiele koncertów, m.in. na Chicago Jazz Festival.
8 Bold Souls jest formacją, która doskonale wciela w życie idee Association for the Advancement of Creative Musicians (AACM). Muzycy wykonują kolektywnie własne kompozycje, sięgają także do tradycji afroamerykańskiej. Instrumentarium zespołu sięga poza jazz, dlatego ich muzyka uważana jest za różnorodną i wielobarwną.
W skład zespołu wchodzą, m.in.:
- Robert Griffin
- Isaiah Jackson
- Gerald Powell

Zespół wystąpił w Polsce, podczas Festiwalu Jazzowego Made in Chicago w Poznaniu, w listopadzie 2009.

## Dyskografia
- 8 Bold Souls (1987)
- Sideshow (1992)
- Ant Farm (1994)
- Last Option (1999)